# Мордовска национална носия
Мордовска национална носия е традиционна носия на жителите на руската република Мордовия в центрана Русия.
Носията притежава характерните черти, които имат всички традиционни облекла от фино-угорските етнически групи.. Основно тези традиционни облекла се характеризират с богата орнаментика и пъстри цветове.

## Мъжка мордовска традиционна носия
Мъжката носия се състои от бяла риза, бял панталон и потури. При важни събития като женитба или важен събор, към нея се добавят украшения от желязо, бронз или сребро. Украсата на колана също се взема под внимание. Камъни, сложни шарки, метални вложки, също се срещат като орнаменти от носията. Изработват се предимно от лен, вълна и коноп.

## Женска мордовска традиционна носия
Женската традиционна носия се състои от шапка (най-често шарена с червени, зелени, жълти и бели преплетки), косичник, бяла риза или сукман и престика. Шапките при мордовските носии са различни, в зависимост дали са носени от момичета или омъжени жени. При момичетата тази част на носията е от тънък бродиран плат и мъниста. При омъжената жена шапката е във формата на куршум – правоъгълно парче плат, украсено с бродерия, плитка, вълнени пискюли и шарени преплетки (като украшения, могат да бъдат добавени и метални елементи). Поставената шапка трябва да покрива косата на дамата, която я носи. Основната част от женското облекло е панарска риза с права кройка, без яка. В долната част на ризата най-често има червено-бели шарки, възможно е да има и други цветове. Носиите притежават разнообразен набор от декорации. Освен това, силуетът на дрехите е обогатен от орнаменти като колан, брошка-сулгам в ансамбъл с колиета, накити по ръкави и други.
- Женска мордовска национална носия
- Жени от Езря, облечени в традиционна носия
- Традиционни мордовски носии